# Кфар-Малаль
Кфар-Малаль (івр. כְּפַר מַלָּ"ל) — сільськогосподарський мошав у долині Шарон, що у центральному Ізраїлі.
Мошав було засновано на землі, придбаній сіоністами з Одеси. Серед засновників є літературний критик та письменник на мові іврит Шалом Штрейт.

## Видатні уродженці
- Аріель Шарон — прем'єр-міністр Ізраїлю